# Italochrysa rugosa
Italochrysa rugosa is een insect uit de familie van de gaasvliegen (Chrysopidae), die tot de orde netvleugeligen (Neuroptera) behoort. 
Italochrysa rugosa is voor het eerst wetenschappelijk beschreven door Tsukaguchi in Tsukaguchi & Yukawa in 1988.